# 岡恒雄
岡 恒雄（おか つねお、1950年（昭和25年）6月21日 - 2008年（平成20年）2月22日）は日本の政治家。元兵庫県高砂市長（1期）。

## 来歴
兵庫県高砂市出身。高砂市の生活安全課部長や参事を経て2006年に現職の田村広一の任期満了に伴う高砂市長選挙に出馬し、現職の田村を破り当選。
翌年6月に急性骨髄性白血病と診断され同年8月より入院。そのため同月以降は副市長の登幸人が職務代行をしていたが、2008年2月22日午前2時26分に急性骨髄性白血病による脳出血のため明石市内の病院で現職のまま死去。57歳没。